# Live in Eindhoven
Live in Eindhoven er det andet livealbum af det amerikanske dødsmetal-band Death. Det blev optaget i Eindhoven, Holland til Dynamo Open Air festivalen i maj 1998, og udgivet den 30. oktober 2001 gennem Nuclear Blast. Albummet blev også udgivet i en dvd-version. Det var den sidste Death udgivelse Chuck Schuldiner kom til at opleve, inden han døde af kræft. 

## Spor
1. "The Philosopher" – 4:21
2. "Trapped in a Corner" – 4:40
3. "Crystal Mountain" – 5:01
4. "Suicide Machine" – 4:19
5. "Together as One" – 4:05
6. "Zero Tolerance" – 4:50
7. "Lack of Comprehension" – 3:46
8. "Flesh and the Power It Holds" – 8:41
9. "Flattening of Emotions" – 4:26
10. "Spirit Crusher" – 6:56
11. "Pull the Plug" – 5:21